# Hauba lotnicza

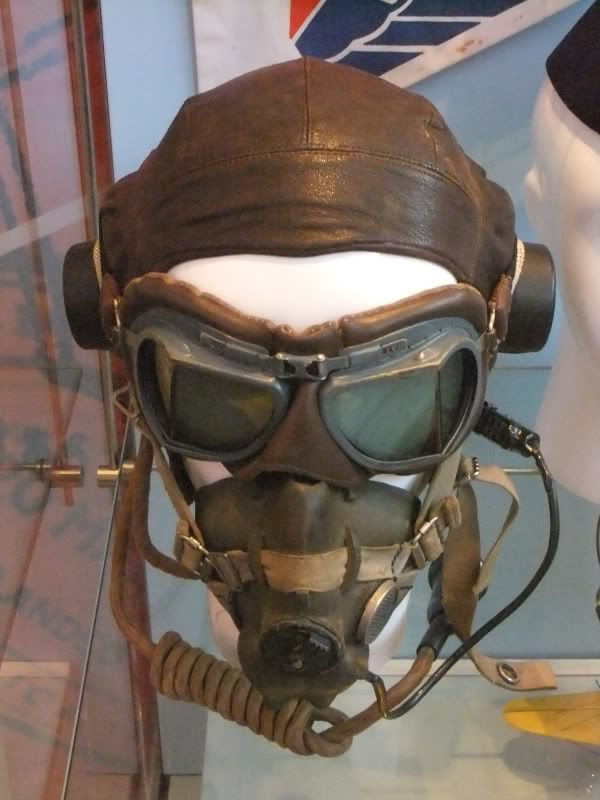
Hauba lotnicza

Hauba lotnicza (niem. Haube), pilotka – rodzaj czapki skórzanej przeznaczonej dla pilotów samolotów, dopasowana ściśle do głowy lotnika. Stała się szczególnie popularna na początku XX wieku, w momencie kiedy zaczęto używać na większą skalę samolotów z otwartym kokpitem.
Wspólnymi elementami dla wszystkich haub były duże nauszniki, pasek zapinany pod brodą, a także często krótki daszek, który umieszczano z przodu i wywijano ku górze, pokazując w ten sposób wyściółkę pilotki, którą najczęściej stanowiła wełna lub futro. Większość pilotek przedłużana była w części tylnej, by zakryć kark pilota, chroniąc go przed wiatrem i zimnem. Hauby przystosowane były do zamontowania słuchawek telefonicznych (względnie radiowych) oraz umożliwiały zakładanie gogli lotniczych, przy czym czerep był wyprofilowany z frontu tak, aby umożliwić jak najściślejsze przyleganie gogli do twarzy pilota. Dodatkowe wyposażenie mogły stanowić  haczyki, zaczepy czy inne wszelkiego rodzaju mocowania (np. do przymocowania maski tlenowej czy dodatkowego okablowania), które zależały jednak od przeznaczenia danej pilotki oraz okresu, w którym była ona produkowana. Niektóre hauby dodatkowo zaopatrzano w ogrzewanie elektryczne, które było niezwykle przydatne dla pilotów podczas lotów na dużych wysokościach lub w czasie okresu zimowego.
Razem z pojawieniem się zamkniętych kokpitów zapotrzebowanie na pilotki zmalało, jednak całkowicie nie zaprzestano użytkowania ich. Dowodem na to jest fakt, że Charles Lindbergh podczas swojego samotnego przelotu między lądem Ameryki Północnej a Europą w 1927, miał założoną pilotkę, choć jego samolot, Spirit of St. Louis miał zamknięty kokpit. Hauby lotnicze przeżyły swoją drugą młodość podczas trwania II wojny światowej, kiedy to znowu piloci nakładali je na swoje głowy podczas lotów. Jednak ponownie straciły swoją pozycję po rozpoczęciu wprowadzania do użytku samolotów odrzutowych, kiedy to skórzane pilotki poczęto zastępować pewniejszymi i bardziej bezpiecznymi dla pilotów nowoczesnymi hełmami wykonanymi z tworzyw sztucznych jak plastik czy później włókna węglowe.
Obecnie pilotki stanowią element mody masowej jako czapki zimowe. W lotnictwie są używane w bardzo małym stopniu. Wykorzystują je zazwyczaj grupy rekonstrukcyjne, niektóre zespoły akrobacyjne itp.